# Кордон блю
48°50′17″ пн. ш. 2°18′01″ сх. д. / 48.8381° пн. ш. 2.30041° сх. д.
Кордон блю (фр. Le Cordon bleu) — найвідоміша у світі кулінарна школа, має 40 філій у 20 країнах світу. Центральне відділення — у Парижі.

## Історія
Існує дві версії походження назви школи Кордон Блю (фр. Le Cordon bleu — укр. синя стрічка)
За першою версією назва походить від фр. L'Ordre des Chevaliers du Saint Esprit, елітної групи французьких лицарів, створеної в 1578 році французьким королем Генріхом III. Кожен учасник був нагороджений Хрестом Святого Духа, що висів на синій стрічці. Група стала відомою завдяки своїм екстравагантним і розкішним бенкетам, відомим як Cordons Bleus. Хоча ці обіди закінчилися в часи Французької революції, назва залишилася синонімом відмінної кухні.
За іншою версією Людовик XV вручив орден Блакитної стрічки кухарці мадам Дюбаррі, і з того часу цією назвою жартома нагороджували всіх хороших кухарів.
У 1895 журналістка Марта Дістель випускає перший номер кулінарного журналу La Cuisinière Cordon Bleu (виходив до середини 1960 року). Журнал почав пропонувати заняття з найкращими шеф-кухарями Франції. Результатом цього стала кулінарна школа, що відкрилася в 1895 році в Парижі і швидко стала найелітнішою[джерело?] у світі школою кулінарного мистецтва. 14 січня 1896 року пройшло перше заняття на кулінарних курсах Cordon Bleu. Школу закрили під час німецької окупації в Парижі (1940–1944 рр.).
Після війни школу знову відкриває Елізабет Брассар. Саме вона починає запрошувати на роботу в Le Cordon Bleu відомих кухарів. Мадам Брассар керувала школою до 1984 року. В віці 87 років вона вирішила піти на пенсію і продала школу теперішньому власнику Андре Куантро.
У 1988 році відкрито першу іноземну філію в Оттаві (Канада).

## Навчання
Навчання однакове у всіх філіалах. При бажанні можна пройти базовий рівень — в Лондоні, середній — в Таїланді, а вищий — в Канаді. Навчання кулінарній майстерності (на кожному рівні) займає 11 тижнів і коштує 8000 євро, кондитерській справі — 6000 євро. На кожній лекції студенти отримують по три нових рецепта, 2 з яких потрібно по пам'яті приготувати на практичному занятті. По закінченні кожного рівня видається відповідний сертифікат. А після 3 рівнів однієї дисципліни — відповідний диплом. Дипломи з кулінарії та кондитерської справи разом називаються «Великий диплом». Його можна отримати за 9 місяців.
Диплом сомельє: 520 годин навчання, в тому числі 2 тижні стажування в винному льосі, 5 тижнів стажування в ресторані з мішленівськими зірками.
Диплом з ресторанного і готельного менеджменту можна отримати лише в Лондоні.
В Кордон Блю викладають більш, ніж 80 професійних кухарів.

## Події
У 2006 році Le Cordon Bleu подала судовий позов проти невеликого сімейного ресторану в Сент-Анн (Манітоба), за порушення товарного знаку. Хоча ресторан діяв під назвою Cordon Bleu з 1963 року, і власники стверджували, що не асоціювали свій «маленький ресторан» з гігантською корпорацією, справа вирішилась не на їхню користь. Власники погодилися змінити назву.
У 2008 році студент Лондонської школи витягнув ніж шеф-кухаря і погрожував накласти на себе руки. Причиною такого вчинку стало те, що він провалив іспит з Основного рівня.

## У фільмах і книжках
Джулія Чайльд в своїх мемуарах «Моє життя у Франції» висвітлює своє навчання в Кордон Блю в 1940 році. Ці спогади були використані у фільмі «Джулі і Джулія», знятому у серпні 2009 року. Оскароносна Меріл Стріп зіграла роль Джулії Чайльд.
У 1991 році Le Cordon Inc. опублікувала свою першу англомовну кулінарну книгу «Le Cordon Bleu вдома». Як надруковано на обкладинці, книга «забезпечує глибоке розуміння філософії та навичок викладання протягом майже цілого століття в дев'ятимісячний школи»
Часто припускають, що Сабріна, роль якої зіграла Одрі Гепберн 1954-го року, відвідувала Le Cordon Bleu в Парижі, проте назва школи не згадується у фільмі.

## Відомі випускники
- Девід Буртка
- Наталі Дюпре
- Стефані Ізард
- Євген Клопотенко
- Джеф Пробст
- Кетлін Флінн
- Джулія Чайльд
- Ольга Мартиновська